# Trans Canada Highway
Trans Canada Highway — мініальбом електронного дуету Boards of Canada, випущений на лейблі Warp 29 травня 2006. За описом лейблу, цей мініальбом — "більш темне, льодовите місце, у порівнянні з теплотою попереднього альбому The Campfire Headphase".

## Огляд
Мініальбом складається з композиції «Dayvan Cowboy», що виходила на попередньому альбомі гурту The Campfire Headphase, чотирьох нових композицій, та реміксу на «Dayvan Cowboy» від продюсера Odd Nosdam. 
Згідно першого оголошення, мініальбом мав вийти 6 червня 2006 (06/06/06) — ймовірно, через символізм дати, але вихід було перенесено на 29 травня 2006, через "непередбачену сатанинську активність", як стверджувалося на сайті лейблу Warp.
Trans Canada Highway вийшов на білому вінілі та на компакт-диску.
У 2011 році, американська співачка Соланж Ноулз випустила неофіційну версію композиції «Left Side Drive» з додаванням власного співу.
Назва мініальбому, ймовірно, є відсилкою до альбому Trans-Europe Express (1977) німецького гурту Kraftwerk.

## Список копмозіцій
Автор музики Маркус Еойн та Майкл Сендінсон. 
| #     | Назва                              | Тривалість |
| ----- | ---------------------------------- | ---------- |
| 1.    | «Dayvan Cowboy»                    | 5:01       |
| 2.    | «Left Side Drive»                  | 5:20       |
| 3.    | «Heard From Telegraph Lines»       | 1:09       |
| 4.    | «Skyliner»                         | 5:40       |
| 5.    | «Under the Coke Sign»              | 1:31       |
| 6.    | «Dayvan Cowboy (Odd Nosdam Remix)» | 9:19       |
| 28:00 |                                    |            |